# 武夷街道
武夷街道是中华人民共和国福建省南平市武夷山市下辖的一个街道，位于武夷山市中南部。原來是武夷山市的武夷鎮，後來改為街道，成為了武夷山市的三個街道之一。

## 历史沿革
武夷街道原名武夷乡。1954年，撤乡并入第一区(城关区)。1956年，与兴田镇合并为赤石区。1958年，赤石区撤消并成立曙光人民公社。1962年，改设武夷人民公社。1984年，人民公社改为武夷乡。1994年5月18日，武夷乡改武夷镇。

## 行政区划
武夷街道共辖12个行政村，分别是：
高苏坂村、公馆村、角亭村、天心村、赤石村、樟树村、黄柏村、柘洋村、大布村、下梅村、溪洲村、吴齐村和茶场生活区。

## 交通
武夷山机场位于武夷街道赤石村至高苏坂岩下。

## 旅游及特产
武夷山市著名景点天游峰、大王峰、玉女峰等位于武夷街道内。下梅村为中国历史文化名村之一。
武夷街道是武夷岩茶的主要产地，大红袍原母树产于武夷街道天心村九龙窠的高岩峭壁之上。

## 中国传统村落
2012年，下梅村被评为首批“中国传统村落”。